# Geokemija
Geokemija je znanost koja se bavi proučavanjem sastava Zemlje i drugih planeta, kemijskih procesa i reakcija koje su primjerice odgovorne za sastav stijena i tla.
U okviru zemljopisa, geokemija se nalazi na međi s kemijom.
Najvažnija polja geokemije su:
- Geokemija izotopa: Određivanje relativnih i apsolutnih koncentracija kemijskih elemenata i njihovih izotopa u zemlji i na njoj.
- Proučavanje distribucije i kretanja elemenata u različitim dijelovima zemlje
- Kozmokemija: Analiza distribucije elemenata i njihovih izotopa u svemiru.
- Organska geokemija: Znanost o ulozi procesa i sastava koji su nastali od živih organizama ili onih koji su nekada živjeli.
- Primjena u studijama zaštite okoliša.

Smatra se da je Viktor Moritz Goldschmidt otac moderne geokemije, jer je osnovne ideje razvio u seriji publikacija od 1922. pod nazivom „Geochemische Verteilungsgesetze der Elemente“.